# Bourg Saint-Martin-des-Champs
Pour les articles homonymes, voir Saint-Martin et Saint-Martin-des-Champs.
Le bourg Saint-Martin-des-Champs est un micro-quartier au nord-ouest du Marais  créé par le lotissement au Moyen-Âge du domaine de l’abbaye Saint-Martin-des-Champs.

## Historique

### Création du quartier
Le domaine du monastère de Saint-Martin doté en 1060 par le roi Henri Ier s’étendait, d’ouest en est, entre les rues Saint-Martin et du Temple, du nord au sud, d’un égout qui coulait jusqu'au début du XVIIe siècle à l’emplacement de l’actuelle rue Notre-Dame-de-Nazareth jusqu’à la limite de la censive de Saint-Merri aux environs de la rue Maubuée à l’emplacement de l’actuel centre Pompidou. Ce domaine est coupé en deux par l'enceinte de Philippe Auguste, construite entre 1190 et 1209, le prieuré restant en dehors des fortifications.
Sur ce domaine, se développe deux bourgs. Au sud de ce domaine, se développe le Beau-Bourg dans un espace limité par les rues Maubuée (absorbée par la rue Simon-le-Franc, puis supprimée), Grenier-Saint-Lazare, Saint-Martin et Sainte-Avoie.
Plus au nord, le territoire agricole aux alentours du prieuré qui a donné à l’abbaye son suffixe « des Champs » s’urbanise à partir d’un bourg d’artisans en bordure du monastère qui avait amené la création de la paroisse Saint-Nicolas-des-Champs avec un oratoire existant en 1119, distinct de celui du couvent, un prêtre séculier nommé en 1184  et un cimetière en 1220. 
Des rues étroites, perpendiculaires aux  axes plus anciens des rues Saint-Martin et du Temple  sont tracées dès le début du XIIIe siècle : 
- rue au Maire, rue des Gravilliers, rue Chapon, rue de Montmorency au nord du rempart ;
- rue des Petits-Champs-Saint-Martin (à l'emplacement de l'actuel passage des Ménétriers dans le quartier de l'Horloge), rue des Jongleurs (à l’emplacement de l’actuelle rue Rambuteau) dans la partie de la ville enclose par la muraille[2].

Ces rues auraient repris le tracé d’anciens chemins de vigne.
Dans le sens sud-nord, la rue principale du Beau-Bourg (partie de l'actuelle rue Beaubourg) est prolongée au-delà de l’enceinte sous le nom de rue Transnonain.
D’après les rôles de la taille à la fin du XIIIe siècle, la population de la paroisse Saint-Nicolas-des-Champs correspondant à la censive de Saint-Martin-des-Champs  pouvait être évaluée à 11 750 habitants sur une population totale de Paris d'environ 200 000 habitants.
Le quartier se densifie jusqu’à la fin du Moyen-Âge. De nouvelles rues apparaissent au  XIVe siècle et  XVe siècle  au nord et à l’est de l’enclos du monastère sur un territoire resté  plus tardivement cultivé (vignes et blé) : la rue Frépillon, la rue de la Croix dans le prolongement (les deux formant l’actuelle rue Volta), la rue des Fontaines, la rue du Vertbois.

### Évolution du quartier à partir duXIXesiècle
Le quartier était sous l'Ancien Régime et surtout au cours de la première moitié du XIXe siècle, un des plus densément peuplés de la capitale avec beaucoup de voies très étroites et très peu d'espaces libres.
Le lotissement d’origine médiévale correspond approximativement aux quartiers administratifs actuels Sainte-Avoye et des Arts-et-Métiers, comprenant l’enclos de Saint-Martin dont la plus grande partie est l’actuel Conservatoire et musée des Arts et Métiers.
La population de ces deux quartiers (sur un territoire un peu plus étendu que celui du domaine loti de l’ancienne abbaye) était, au recensement de 1861, peu après leur constitution, de 69 834 habitants ce qui représente une extrême densité démographique.
Au cours des opérations d'urbanisme de la deuxième moitié du XIXe siècle et du début du XXe siècle plusieurs rues ont disparu, la plupart de celles préservées ont été plus ou moins élargies et deux larges  voies, les rues de Réaumur et de Turbigo ont été percées.
Il  reste cependant un ensemble de rues parallèles relativement étroites bordées d’immeubles anciens des XVIIe siècle et XVIIIe siècle, rues Michel-le-Comte, Montmorency, des Gravilliers, au Maire etc.
Sa partie  sud, où les rues parallèles d’origine étaient conservées dans leur étroitesse d'origine médiévale jusque vers 1930, fut comprise dans l’îlot insalubre n° 1. Les immeubles au sud de la rue du Grenier-Saint-Lazare furent détruits peu avant la Seconde Guerre mondiale  laissant place au plateau Beaubourg, espace de stationnement pendant plusieurs décennies jusqu’à la construction dans les années 1970 du quartier de l'Horloge et du centre Pompidou.
Le quartier est encore un des plus densément construits de Paris mais sa population résidente décroit régulièrement (17 000 habitants en 1999 pour les deux quartiers administratifs), les logements étant progressivement remplacés, comme dans l'ensemble du centre de la capitale, par diverses activités tertiaires.

## Bâtiments remarquables et lieux de mémoire
Malgré les destructions lors des percées haussmanniennes et celles plus récentes du plateau Beaubourg, le quartier conserve un patrimoine non négligeable : 
- 51 rue de Montmorency : maison de Nicolas Flamel, la plus ancienne de Paris dont la datation est établie (1407), est un témoignage de son développement médiéval.
- ancien prieuré Saint-Martin-des-Champs en grande partie préservé contrairement à l’abbaye du Temple détruite,
- église Saint-Nicolas-des-Champs,
- 17-19 rue Michel-le-Comte : hôtel de Beaubrun
- 28, rue Michel-le-Comte : l’hôtel d'Hallwyll
- 70 rue des Gravilliers : Petit hôtel d’Estrèes
- 9 rue Chapon : hôtel Jean-Bart
- hôtel de Montmorency[Lequel ?],
- 71 rue du Temple : hôtel de Saint-Aignan,
- 77 rue du Temple : hôtel de Vic
- 3 rue Volta : maison du longtemps considérée comme la plus ancienne de Paris
- 15 rue Notre-Dame-de-Nazareth : synagogue Nazareth

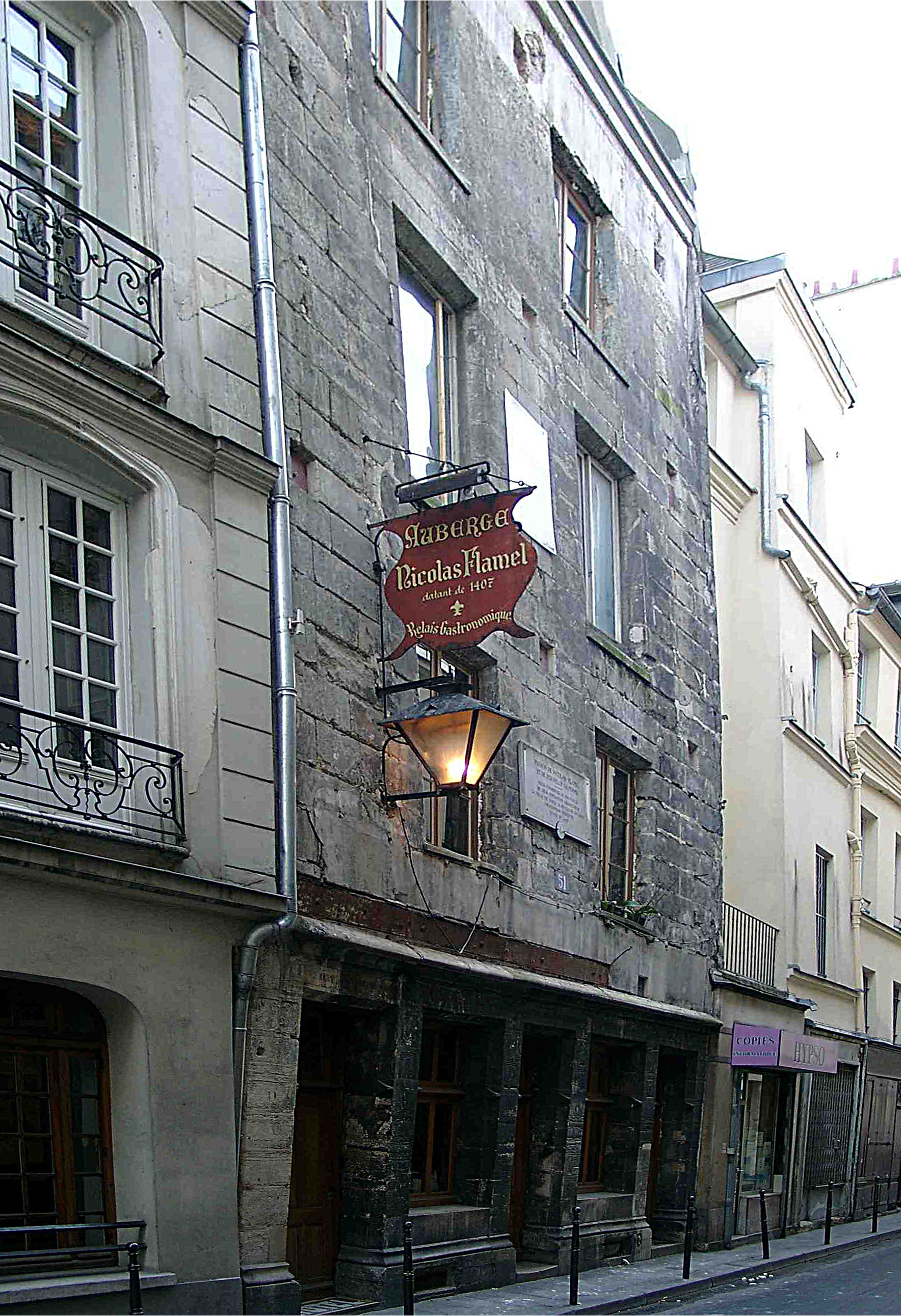
Maison Nicolas Flamel.
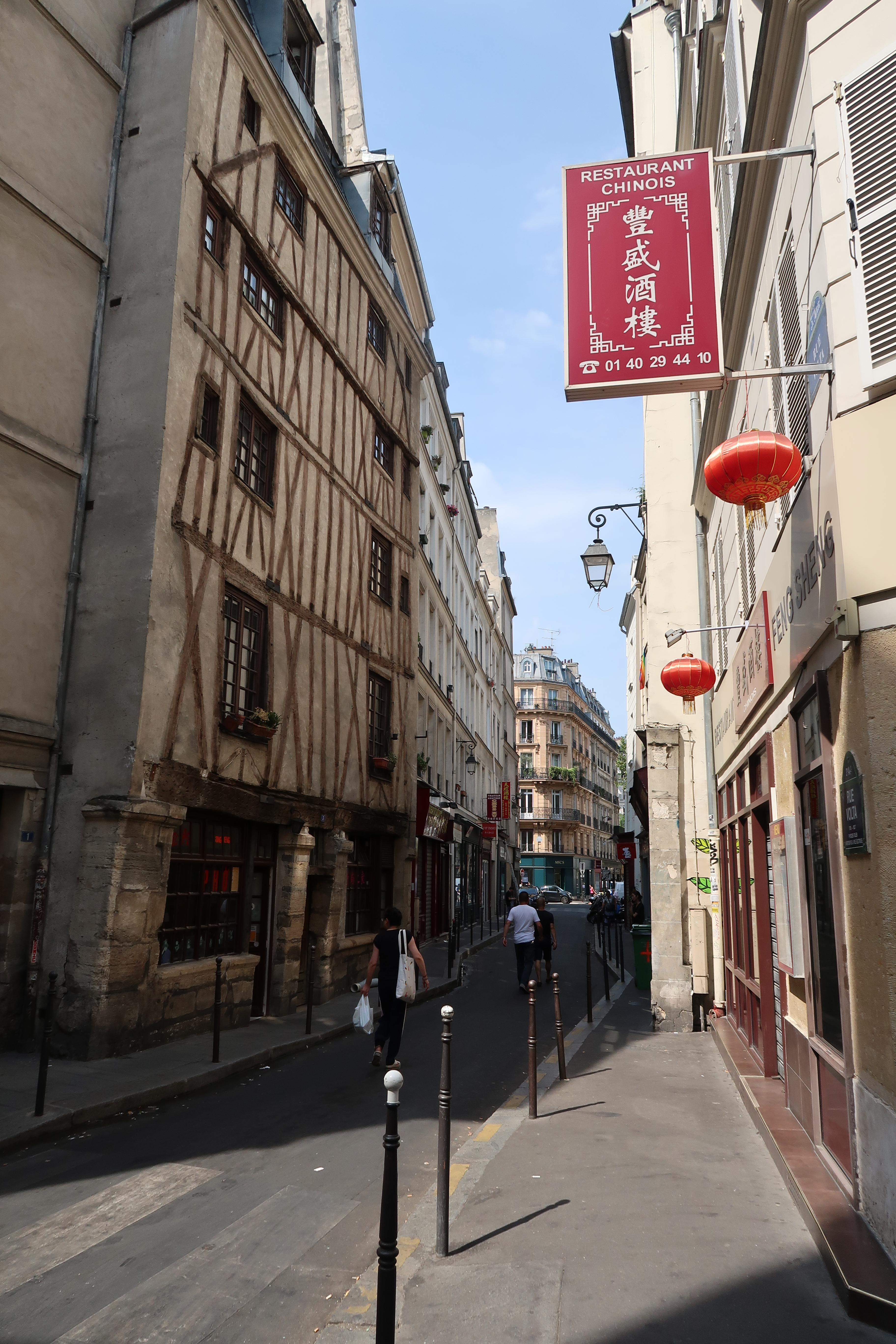
Maison du 3 rue Volta.
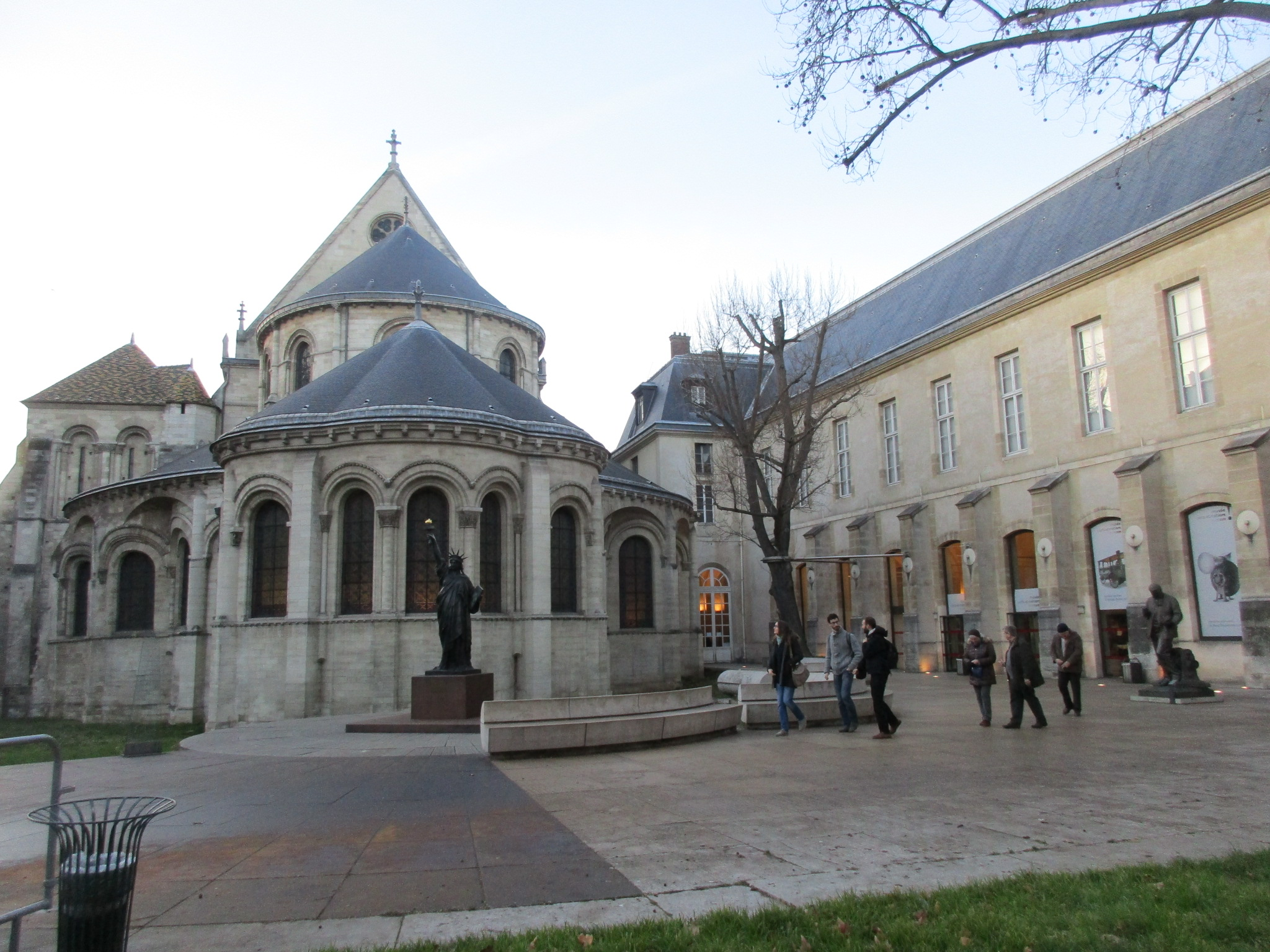
Ancien prieuré Saint-Martin. Musée des Arts et Métiers.
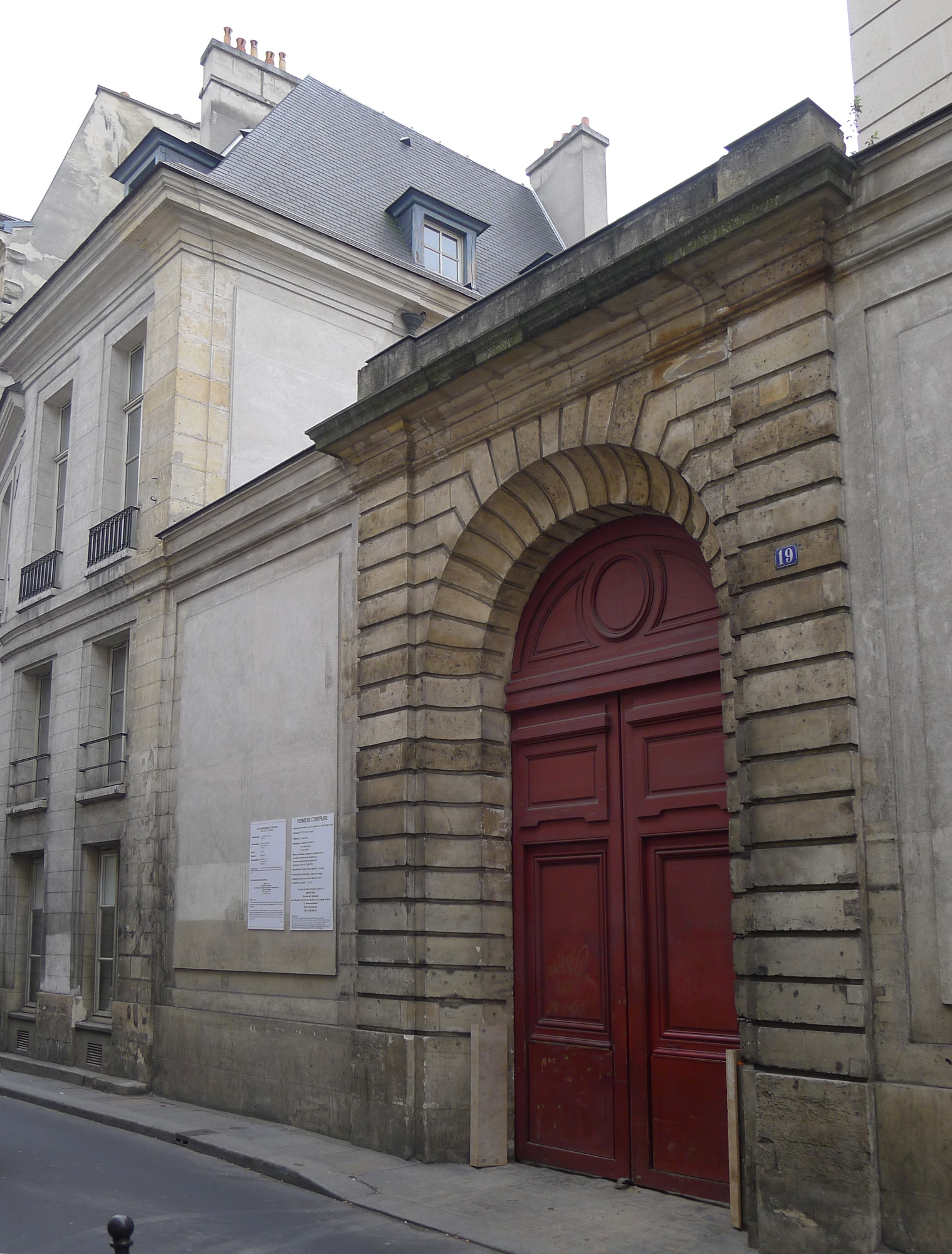
Hôtel Beaubrun.